# Valentin Ferron
Pour les articles homonymes, voir Ferron.
Valentin Ferron, né le 8 février 1998 à Poitiers (Vienne), est un coureur cycliste français, membre de l'équipe Cofidis.

## Biographie

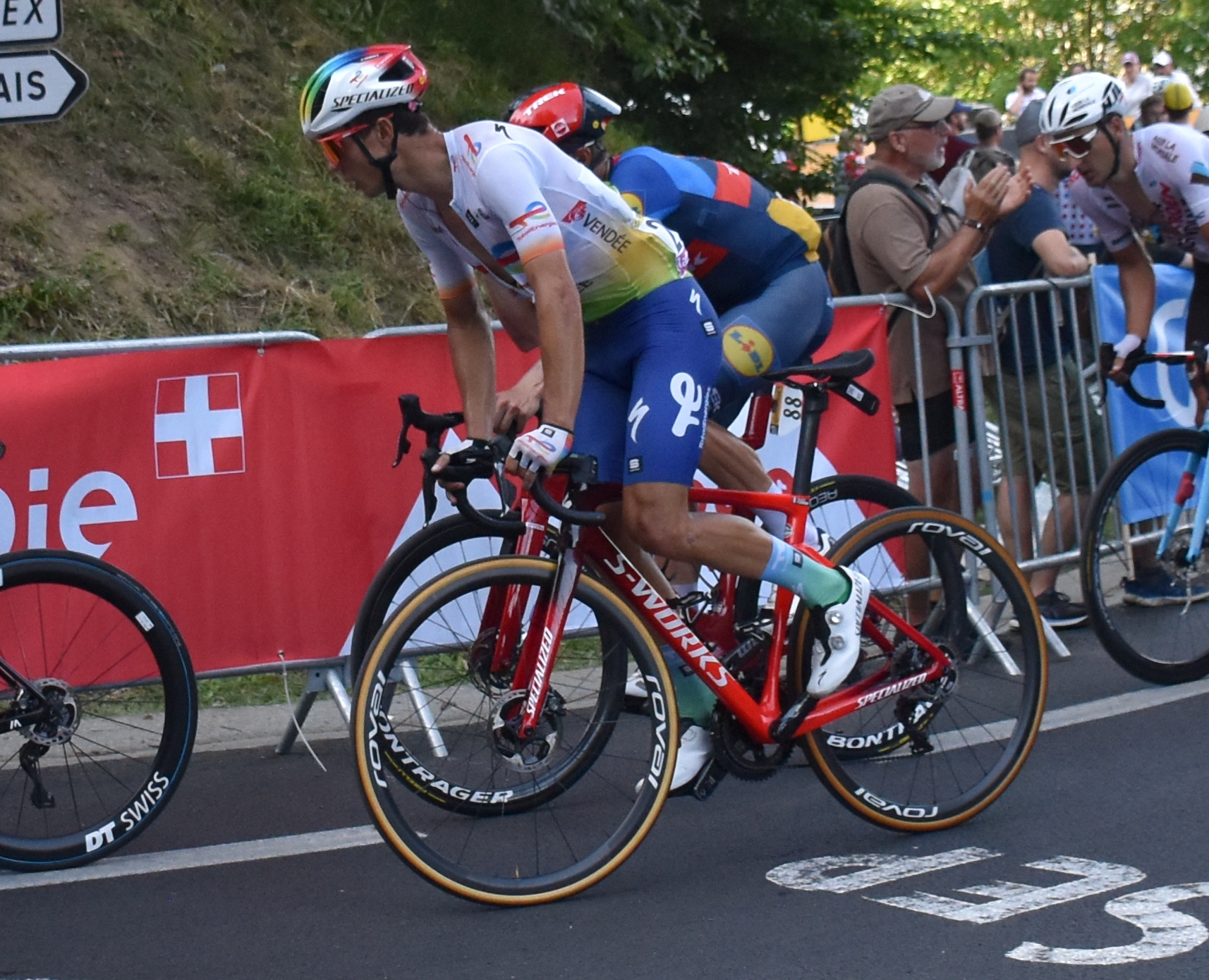
Valentin Ferron lors de la 15e étape du Tour de France 2023

Valentin Ferron naît le 8 février 1998 à Poitiers,. Il commence le cyclisme à l'âge de six ans. Rapidement, il rejoint l'UV Poitiers, club avec lequel il court dans les catégories de jeunes.
En 2016, pour sa deuxième année chez les juniors (moins de 19 ans), il participe avec l'équipe de France à la Course de la Paix juniors après un bon début de saison sur le circuit national. En juillet, il termine troisième du classement général du Tour de Haute-Autriche juniors, son premier podium sur une course UCI. Entre 2017 et 2020, il est membre de l'équipe Vendée U. Durant cette période, il s'illustre sur le circuit amateur français.
Il est stagiaire au sein de l'équipe Total Direct Énergie en fin de saison 2019. Le 18 août 2019, pour ses débuts comme stagiaire, il crée la surprise en se classant deuxième de la Polynormande, battu au sprint par Benoît Cosnefroy. Quinze jours plus tard, il gagne en solitaire le Grand Prix de Plouay amateurs. 
Il signe un contrat professionnel au sein de l'UCI ProTeam Total Direct Énergie à partir d'août 2020,. La même année, il termine 87e de son premier grand tour lors du Tour d'Espagne. En mai 2021, il décroche sa première victoire en tant que professionnel lors de la quatrième étape du Tour du Rwanda. En septembre, il se classe troisième du Trophée Matteotti. En avril 2022, il est deuxième de Paris-Camembert, ainsi que troisième de la Route Adélie de Vitré. Il participe à la Flèche wallonne, où il est membre de l'échappée du jour. Le 10 juin de la même année, à l'issue d'une échappée, il remporte la sixième étape du Critérium du Dauphiné devant Pierre Rolland et Warren Barguil. Il s'agit de son premier succès sur une course World Tour.
Dès son 2e jour de course en 2023, il termine second du Grand Prix La Marseillaise, seulement battu par Neilson Powless. 5 jours plus tard, il termine 2° de la troisième étape de l'Etoiles de Bessèges, battu par le Belge Arnaud De Lie. En avril, il se classe 3° de la Région Pays de la Loire Tour et signe par la suite son premier succès de l'année, Paris-Camembert.
Le 2 février 2025, sous ses nouvelles couleurs de la Cofidis, Ferron remporte le Grand Prix La Marseillaise, en étant désigné vainqueur à la photo-finish.

## Palmarès

### Palmarès amateur
- 2016
  - Trophée de la Ville de Châtellerault[15]
  - Prix du Conseil général de l'Ardèche[16]
  - Prix de la ville d'Aubenas[16]
  - Tour du Canton de Montguyon[17]
  - Tour du Morbihan Juniors
  - 3e du Tour de Haute-Autriche juniors
- 2017
  - Circuit Rance Émeraude[18]
- 2018
  - Boucles de l'Essor[19],[20]
  - 1re étape du Circuit des plages vendéennes[21]
  - Souvenir Georges-Dumas
  - 3e du Circuit de l'Essor
- 2019
  - Champion des Pays de la Loire
  - 1re étape du Tour Nivernais Morvan
  - Contre-la-montre du Rouillacais
  - Grand Prix de Plouay amateurs
  - 2e du Circuit du Mené
  - 2e du Prix Marcel-Bergereau
  - 3e de Manche-Atlantique
  - 3e du Grand Prix de Buxerolles

### Palmarès professionnel
- 2019
  - 2e de la Polynormande
- 2021
  - 4e étape du Tour du Rwanda
  - 3e du Trophée Matteotti
- 2022
  - 6e étape du Critérium du Dauphiné
  - 2e de Paris-Camembert
  - 3e de la Route Adélie de Vitré
- 2023
  - Paris-Camembert
  - 2e du Grand Prix La Marseillaise
  - 2e de la Polynormande
  - 3e du Région Pays de la Loire Tour
- 2025
  - Grand Prix La Marseillaise

### Résultats sur les grands tours

#### Tour de France
1 participation
- 2023 : 89e

#### Tour d'Espagne
1 participation
- 2020 : 87e

### Classements mondiaux
| Année                                 | 2018  | 2019 | 2020  | 2021 | 2022 | 2023 | 2024 |
| ------------------------------------- | ----- | ---- | ----- | ---- | ---- | ---- | ---- |
| Classement mondial                    | 2812e | 854e | 1920e | 436e | 218e | 208e | 704e |
| UCI Europe Tour                       | 1859e | 620e | 1405e | 360e | 178e | nc   | nc   |
|                                       |       |      |       |      |      |      |      |
| Légende : nc = non classéSource : UCI |       |      |       |      |      |      |      |